# Ferdinand Roth (Mediziner)
Ferdinand Roth (* 22. August 1908 in Neunkirchen; † 21. November 1966) war ein deutscher Pathologe.

## Leben
Roth besuchte zunächst eine evangelische Volksschule und studierte nach dem Abitur am Realgymnasium Betzdorf 1929 von 1919 bis 1932 Medizin an der Ludwig-Maximilians-Universität München, 1932 an der Christian-Albrechts-Universität zu Kiel und von 1932 bis 1934 an der Rheinischen Friedrich-Wilhelms-Universität Bonn. Roth war ab 1922 Mitglied der Deutschen Turnerschaft. Von 1929 bis 1936 war er nachweislich Mitglied der pflichtschlagenden Burschenschaft Danubia München.
Er legte 1934 das Staatsexamen ab und wurde 1935 in Bonn mit der Dissertation Ein Beitrag zur Kasuistik der Samenstrangtumoren zum Dr. med. promoviert. Er wurde sodann wissenschaftlicher Assistent am Institut für Pathologie der Universität Greifswald. 1936 ging er zurück nach Bonn, zuletzt 1943 als Oberassistent. Nach der Habilitation 1941 wurde er an der Medizinischen Fakultät in Bonn Privatdozent für allgemeine Pathologie und pathologische Anatomie.
Roth trat nicht dem Nationalsozialistischen Deutschen Ärztebund bei und verbot seiner Frau eine Mitgliedschaft in ähnlichen Organisationen. Nach eigenen Bekundungen nach 1945 war er auch nie Mitglied einer Partei; er verstand sich Anfang der 1930er Jahre als DNVP-Anhänger. Seinen eigenen Aussagen zuwider trat er aber 1933 der Schutzstaffel (SS-Nummer 201.819) bei und nahm an einem Wehrsportlager und ab 1938 an militärischen Übungen teil. Ab 1936 wurde er als SS-Arzt verwendet, u. a. in Schulungslagern, zuletzt im Rang eines SS-Untersturmführers. Am 24. Juli 1937 beantragte er die Aufnahme in die NSDAP und wurde rückwirkend zum 1. Mai desselben Jahres aufgenommen (Mitgliedsnummer 5.307.352). 1936 erfolgte die Aufnahme in die NSV (Mitgliedsnummer 5884989) und später in den Nationalsozialistischen Deutschen Dozentenbund (Mitgliedsnummer 4663). 1939 wurde er Mitglied des Deutschen Roten Kreuzes. Seit April 1940 war er nach vorheriger UK-Stellung Sanitätsoffizier der Wehrmacht. Er wurde Assistenzarzt und schließlich als Stabsarzt der Reserve 1943 entlassen. Roth war Träger des 1939 von Hitler gestifteten Kriegsverdienstkreuzes II. und I. Klasse und der Medaille Winterschlacht im Osten 1941/42 (Ostmedaille).
Nach dem Zweiten Weltkrieg erhielt er eine Wiederzulassung als Arzt und wurde 1949 außerplanmäßiger Professor in Bonn. Er war ab 1959 Leiter des Pathologischen Instituts des Städtischen Krankenhauses Berlin-Spandau. Eine außerplanmäßige Professur für allgemeine Pathologie und pathologische Anatomie bekleidete er ab den 1960er Jahren nach der Umhabilitation an die Freie Universität Berlin. Er war Mitglied der Deutschen Gesellschaft für Pathologie und der Deutschen Veterinärmedizinischen Gesellschaft sowie der Wilhelm-Busch-Gesellschaft. Er veröffentlichte u. a. zu den Themen Gefäßmalformation, Malignität, Nephropathie, Silikose und Typhus. Roth war seit 1937 mit einer Ärztin verheiratet.